# Colibri vesper
Pour les articles homonymes, voir Rhodopis.
Rhodopis vesper
Genre
Espèce
Synonymes
- Ornismya vesper Lesson, 1829
(protonyme)

Statut de conservation UICN

 LC  : Préoccupation mineure
Statut CITES
Le Colibri vesper (Rhodopis vesper) est une espèce de colibris de la famille des Trochilidae, l'unique représentante du genre Rhodopis.

## Distribution
Le colibri vesper est présent au Pérou et au Chili à l'ouest des Andes.

Carte de répartition de l'espèce.